# 전국농업기술자협회
전국농업기술자협회는 농업기술의 개발과 농촌복지향상 및 농업인의 권익신장에 기여함을 목적으로 1963년 10월 10일 설립된 대한민국 농림수산식품부 소관의 사단법인이다.

## 주요 사업
- 도․농녹색교류사업 및 친환경농업, 그린투어리즘에 관한 해외연수
- 도․농녹색교류최고지도자 과정 교육 및 농촌관광현장 전문가 교육
- 회보 및 농업도서의 발행
- 농촌여론의 조사연구 및 정책건의
- 연차대회의 개최 및 농업인에 대한 포상
- 주말농원 및 시범농장의 운영